# 若見山幸平
若見山 幸平（わかみやま こうへい、1943年4月16日 - 没年不明）は、富山県富山市西田地方町出身で立浪部屋に所属した大相撲力士。本名は熊野 敏彦（くまの としひこ）。最高位は西関脇（1965年11月場所・1966年1月場所）。現役当時の体格は177cm、176kg。得意手は右四つ、寄り、極め出し。

## 来歴・人物
14歳の時に立浪部屋へ入門し、1957年11月場所にて初土俵。同場所では番付外で好成績を残したため後半より新序に出世して相撲を取り、負け越したものの、翌場所では序ノ口を飛び越していきなり序二段に付いた。当初の四股名は、本名と同じ「熊野」。
その後も順調に出世し、1963年5月場所で十両に昇進した。4場所連続の勝ち越しで十両を突破し、1964年1月場所で新入幕。同場所では10勝5敗と大きく勝ち越し、三賞受賞は成らなかったが、同じ新入幕で13勝2敗と大勝ちした北の冨士や入幕2場所目で14勝1敗・優勝次点の清國とともに「若手三羽烏」と呼ばれた。東前頭2枚目の地位で迎えた翌3月場所では大関・栃光を破り、8勝7敗と勝ち越して敢闘賞を受賞（これが、自身唯一の三賞となる）、5月場所では三役（小結）に昇進した。
東前頭2枚目で迎えた1965年1月場所の8日目、大鵬戦で左膝を痛め、翌日から休場した。
身長は177cmと小柄であったが、体重が身長とほぼ同じ数値という巨体を生かした相撲ぶりで、極め出しを得意とした。
その後は糖尿病に罹ったこともあってか、関脇まで昇進するも、あまり活躍できなかった。新入幕の場所以降、幕内では幾度も2桁勝利を記録したが、いずれも再度の敢闘賞受賞に結び付かなかったのは不運であった。上述の大鵬との一番で膝を痛めたことも、大成を阻んだ要因のひとつと考えられる。
東十両9枚目の地位で1勝14敗と大敗した1969年11月場所をもって、26歳で引退。
引退後は、年寄・大鳴戸として日本相撲協会に残ったが、1970年3月場所限りで廃業した。
角界を離れてからは、東京都内でレストランの支配人を務めた他、ガソリンスタンドで勤めていたという。

## 主な戦績
- 通算成績：423勝404敗12休 勝率.511
- 幕内成績：173勝220敗12休 勝率.440
- 現役在位：72場所
- 幕内在位：27場所
- 三役在位：5場所（関脇2場所、小結3場所）
- 三賞：1回
  - 敢闘賞：1回（1964年3月場所）
- 雷電賞：1回（1965年7月場所）
- 金星：1個（佐田の山から）
- 各段優勝
  - 十両優勝：1回（1968年7月場所）

### 場所別成績
| | 一月場所 初場所（東京） | 三月場所 春場所（大阪） | 五月場所 夏場所（東京） | 七月場所 名古屋場所（愛知） | 九月場所 秋場所（東京） | 十一月場所 九州場所（福岡） |
| --- | ----------------------- | ----------------------- | ----------------------- | --------------------------- | ----------------------- | --------------------------- |
| 1957年 （昭和32年） | x                       | x                       | x                       | x                           | x                       | 西新序 1–2                  |
| 1958年 （昭和33年） | 西序二段126枚目 6–2     | 東序二段93枚目 1–7      | 西序二段104枚目 5–3     | 西序二段74枚目 6–2          | 西序二段41枚目 5–3      | 西序二段21枚目 4–4          |
| 1959年 （昭和34年） | 西序二段19枚目 7–1      | 西三段目77枚目 6–2      | 西三段目55枚目 2–6      | 西三段目65枚目 3–5          | 西三段目72枚目 4–4      | 東三段目66枚目 5–3          |
| 1960年 （昭和35年） | 東三段目49枚目 5–3      | 東三段目34枚目 5–3      | 東三段目12枚目 5–3      | 東幕下82枚目 1–6            | 西三段目16枚目 5–2      | 東幕下82枚目 6–1            |
| 1961年 （昭和36年） | 東幕下62枚目 3–4        | 東幕下71枚目 5–2        | 東幕下52枚目 1–6        | 東幕下69枚目 4–3            | 西幕下62枚目 5–2        | 東幕下44枚目 5–2            |
| 1962年 （昭和37年） | 東幕下28枚目 3–4        | 西幕下30枚目 3–4        | 西幕下31枚目 4–3        | 東幕下26枚目 3–4            | 東幕下28枚目 6–1        | 西幕下16枚目 6–1            |
| 1963年 （昭和38年） | 東幕下5枚目 5–2         | 西幕下2枚目 6–1         | 西十両14枚目 10–5       | 西十両11枚目 9–6            | 東十両6枚目 10–5        | 西十両2枚目 11–4            |
| 1964年 （昭和39年） | 東前頭14枚目 10–5       | 東前頭2枚目 8–7 敢      | 西小結 4–11             | 西前頭5枚目 11–4            | 西小結 5–10             | 西前頭3枚目 8–7             |
| 1965年 （昭和40年） | 東前頭2枚目 2–7–6       | 西前頭10枚目 6–9        | 西前頭12枚目 10–5       | 西前頭6枚目 11–4            | 西小結 8–7              | 西関脇 9–6                  |
| 1966年 （昭和41年） | 西関脇 6–9              | 西前頭筆頭 4–11 ★       | 西前頭4枚目 7–8         | 東前頭5枚目 9–6             | 東前頭筆頭 2–7–6        | 西前頭7枚目 8–7             |
| 1967年 （昭和42年） | 西前頭3枚目 3–12        | 西前頭12枚目 10–5       | 東前頭5枚目 5–10        | 東前頭9枚目 8–7             | 西前頭8枚目 8–7         | 東前頭5枚目 4–11            |
| 1968年 （昭和43年） | 東前頭12枚目 2–13       | 西十両5枚目 9–6         | 西十両筆頭 8–7          | 西十両筆頭 優勝 14–1        | 西前頭6枚目 3–12        | 東十両筆頭 9–6              |
| 1969年 （昭和44年） | 東前頭12枚目 2–13       | 西十両9枚目 8–7         | 西十両6枚目 7–8         | 西十両7枚目 5–10            | 東十両12枚目 9–6        | 東十両9枚目 引退 1–14–0     |
| 各欄の数字は、「勝ち-負け-休場」を示す。 優勝 引退 休場 十両 幕下 三賞：敢=敢闘賞、殊=殊勲賞、技=技能賞 その他：★=金星 番付階級：幕内 - 十両 - 幕下 - 三段目 - 序二段 - 序ノ口 幕内序列：横綱 - 大関 - 関脇 - 小結 - 前頭（「#数字」は各位内の序列） |                         |                         |                         |                             |                         |                             |

### 幕内対戦成績
| 青ノ里   | 4 | 6  | 浅瀬川 | 1  | 2    | 荒波     | 3 | 1 | 岩風   | 2 | 1    |  |  |  |
| 宇多川   | 2 | 2  | 扇山   | 3  | 0    | 小城ノ花 | 6 | 2 | 海乃山 | 6 | 4    |  |  |  |
| 開隆山   | 8 | 3  | 柏戸   | 0  | 9(1) | 金乃花   | 5 | 1 | 北の花 | 0 | 1    |  |  |  |
| 北の冨士 | 7 | 9  | 北葉山 | 1  | 4    | 清國     | 5 | 5 | 麒麟児 | 2 | 1    |  |  |  |
| 高鉄山   | 3 | 4  | 琴櫻   | 3  | 4    | 佐田の山 | 3 | 8 | 大豪   | 7 | 4    |  |  |  |
| 大心     | 2 | 0  | 大鵬   | 0  | 11   | 大文字   | 2 | 0 | 大雄   | 2 | 3    |  |  |  |
| 大竜川   | 0 | 2  | 花田   | 0  | 1    | 高見山   | 0 | 2 | 玉乃島 | 3 | 5    |  |  |  |
| 常錦     | 0 | 1  | 鶴ヶ嶺 | 11 | 2    | 出羽錦   | 1 | 1 | 天水山 | 1 | 2    |  |  |  |
| 時葉山   | 0 | 1  | 栃東   | 2  | 1    | 栃王山   | 2 | 3 | 栃ノ海 | 0 | 7(1) |  |  |  |
| 栃光     | 4 | 4  | 栃富士 | 0  | 2    | 豊國     | 6 | 2 | 長谷川 | 5 | 3    |  |  |  |
| 花光     | 3 | 5  | 廣川   | 3  | 6    | 福の花   | 1 | 5 | 房錦   | 2 | 0    |  |  |  |
| 富士錦   | 2 | 15 | 藤ノ川 | 1  | 5    | 二子岳   | 1 | 3 | 前田川 | 3 | 3    |  |  |  |
| 前の山   | 4 | 1  | 松前山 | 1  | 0    | 禊鳳     | 0 | 6 | 明武谷 | 5 | 12   |  |  |  |
| 陸奥嵐   | 0 | 4  | 豊山   | 3  | 5    | 義ノ花   | 2 | 5 | 龍虎   | 1 | 1    |  |  |  |
| 若杉山   | 1 | 0  | 若秩父 | 4  | 3    | 若天龍   | 6 | 6 | 若鳴門 | 6 | 1    |  |  |  |
| 若ノ國   | 1 | 0  | 若乃洲 | 5  | 0    | 若二瀬   | 2 | 2 | 若吉葉 | 2 | 2    |  |  |  |

## 改名歴
- 熊野（くまの、1958年1月場所-1959年7月場所）
- 若見山（わかみやま、1959年9月場所-1969年11月場所）

## 年寄遍歴
- 大鳴戸（おおなると、1969年11月-1970年3月）